# Danuta Dmowska
Danuta Dmowska-Andrzejuk est une escrimeuse épéiste et une femme politique polonaise, née le 1er mars 1982 à Varsovie. Elle est droitière.
Danuta Dmowska, en octobre de 2005, à Leipzig (Allemagne), en remportant la finale de l’épée aux Championnats du monde d’escrime. La Polonaise a battu l'Estonienne Maarika Vosu et s'est ainsi adjugé son premier titre majeur au niveau international. Elle est ministre des sports et du tourisme du Gouvernement Morawiecki III.
Elle est mariée avec Robert Andrzejuk escrimeur lui aussi et  médaillé d’argent aux Jeux olympiques d'été de 2008 à Pékin

## Palmarès
- Championnats du monde
  -  Championne du monde à l’épée individuelle aux Championnats du monde d'escrime 2005 à Leipzig
  -  Vice-Championne du monde en 2009 à Antalya,  Turquie
- Championnats d'Europe
  -  Médaille d’argent en 2009 à Plovdiv,  Bulgarie
  -  Médaille d’or en 2010 à Leipzig,  Allemagne
- Championnats de Pologne
  -  Championne de Pologne à l’épée en 2004
  -  Championne de Pologne à l’épée par équipes en 2000, 2001, 2003 et 2005
  -  Médaillée d’argent à l’épée par équipes en 2004
  -  Médaillée de bronze à l’épée individuelle en 2002